# Rolf Larsson (musiker)
Rolf Evert Larsson född den 28 januari 1918 i Linköping, död den 5 maj 1991 i Solna församling, var en svensk jazzpianist, kompositör, och musikarrangör. Han var son till bondkomikern Theodor Larsson alias Skånska Lasse samt bror till musikerna Nils Larsson (Lasse Mollby) och Walter Larsson.
1942 bildade Larsson en orkester tillsammans med brodern Walter. Han var engagerad hos Håkan von Eichwald, Charles Redland och Lulle Ellboj 1943-1947. Han kom senare att engageras av Seymour Österwall. 

## Filmmusik
- 1956 - Den tappre soldaten Jönsson